# Hylomys macarong
Hylomys macarong — це гімнура, яка була вперше офіційно описана в 2023 році. Вид відомий у Далаті, В'єтнам. Видова назва «макаронг» походить від в’єтнамського слова «Ma cà rồng», що означає вампіра, як данина видатним довгим іклам, зокрема першим верхнім різцям, які відрізняють дорослих самців цього виду.